# حفظ الخلايا الحية بالتبريد

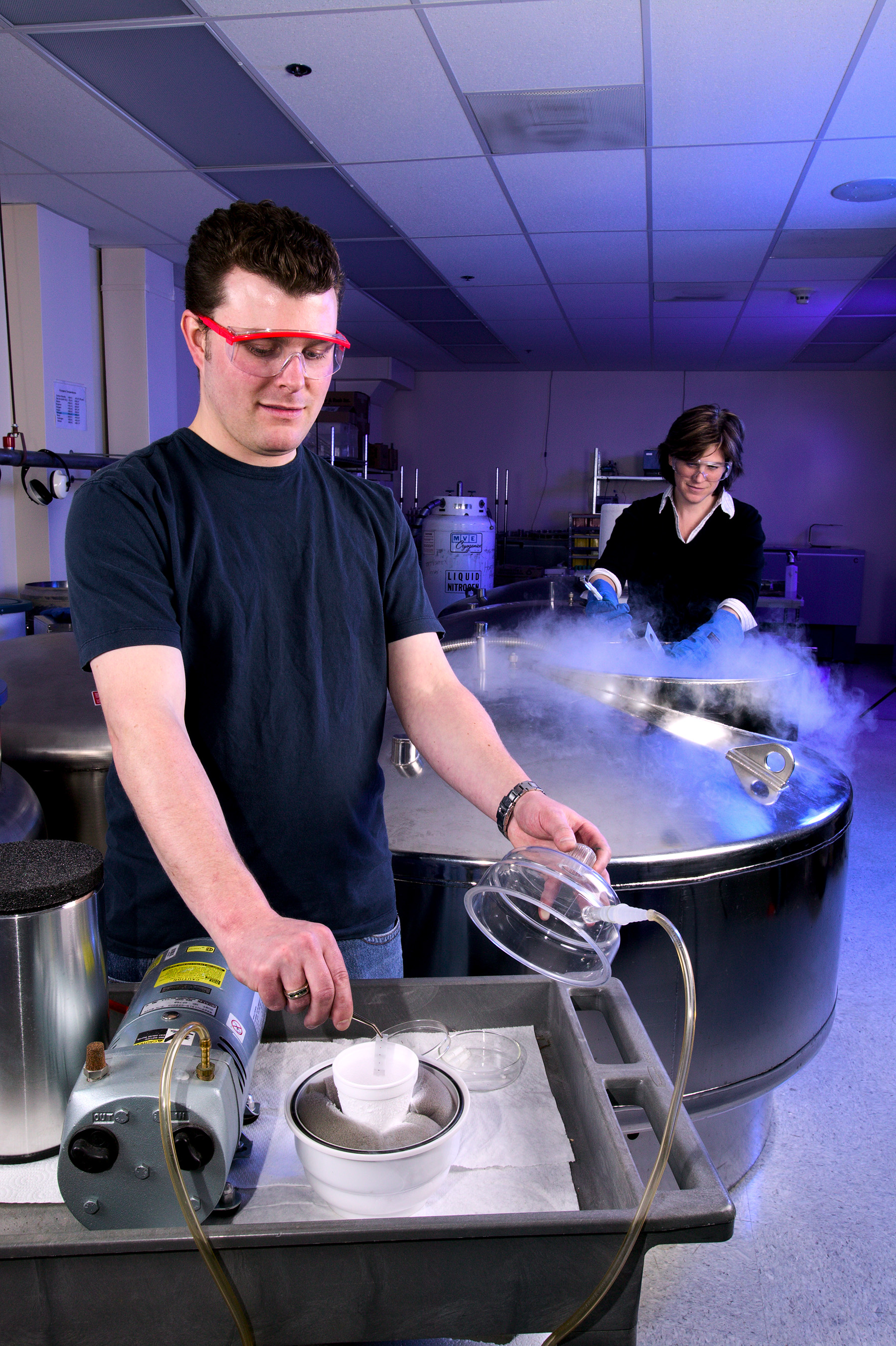
حفظ أجزاء حيوية من نباتات بالتجميد.

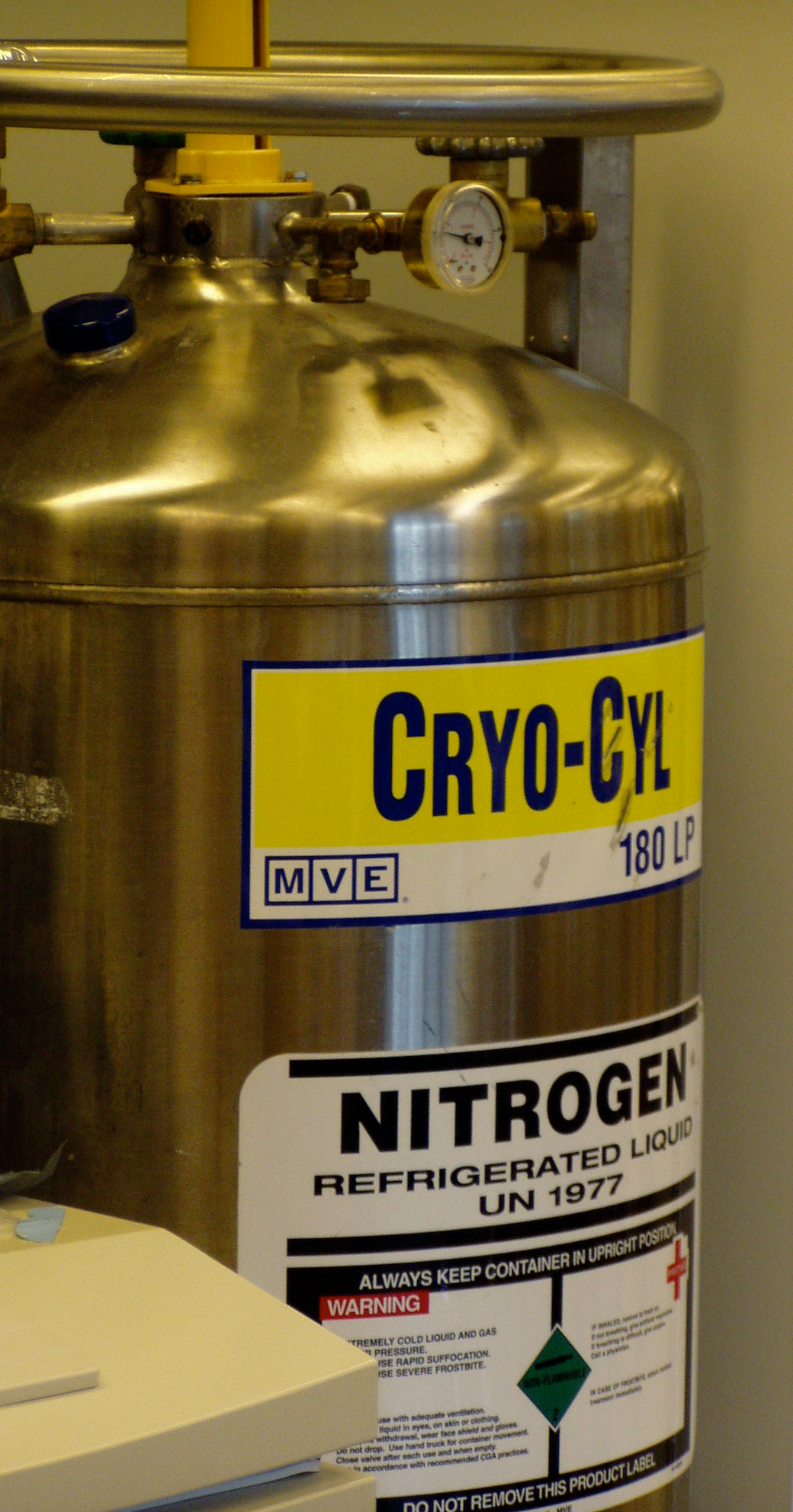
وعاء من النتروجين السائل المستخدم من أجل الحفظ بالتجميد.

العلاج التبريدي (من اليونانية  تعنى 'الباردة')هو  الحفاظ علي الجسم في درجة حرارة منخفضة(عادة في -196درجة مئوية) للناس الذين لم يتمكنوا من البقاء على قيد الحياة بالطرق الطبية المعروفة، مع الأمل في إمكانية إنعاش أجسادهم واعادتها إلى الحياة مرة أخرى في المستقبل.الحفظ بالتبريد للجسم لا يمكن عكسه مع التكنولوجيا الحديثة؛ لكن يتحلى علماء هذا المجال بالأمل في أن التقدم الطبي سيسمح يومًا ما بإعادة الخلايا الميتة والمحفوظة بالتبريد إلى الحياة مرة أخرى.
يعتمد هذا العلم على أن الموت هو عملية وليس حدثا،  أن الموت السريري هو توقع الموت بدلا من تشخيص الموت، 
اجراءات التجميد يمكن أن تبدأ فقط بعد الموت القانوني، فالمرضى المتجمدون يعتبروا من ميتين من الناحية القانونية. هذه الإجراءات من الناحية المثالية تبدأ في غضون دقائق من توقف القلب، واستخدام مواد معينة لمنع تكوين الجليد أثناء الحفظ بالتبريد.☂. كانت أول جثة حفظت كان للدكتور جيمس بيدفورد في عام 1967. اعتبارا من عام 2014 حوالي 250 جثة حفظت في الولايات المتحدة ،و 1500 شخص اجروا الاجراءات من أجل الحفظ بالتبريد بعد الموت القانوني.

## نظرية
يتم تخزين المعلومات في الذاكرة طويلة المدى في الخلايا والجزيئات داخل الدماغ. في جراحات الشريان الاورطي، يتم خفض درجة حرارة الجسم لتبريد الجسم أثناء توقف القلب؛ ويتم ذلك في المقام الأول إلى انفصال الدماغ من خلال تباطؤ معدل التمثيل الغذائي، والحد من الحاجة إلى الأكسجين، وبالتالي الحد من الأضرار الناجمة عن نقص الأكسجين. معدل الأيض يمكن تخفيضه بنسبة 50% عند 28 درجة مئوية وحوالي 80% عند 18 درجة مئوية . عن طريق ابقاء الدماغ عند حوالي 25 درجة مئوية، فان العمليات الجراحية يمكن أن تمتد إلى حوالي نصف ساعة مع معدلات مرتفعة من النشاط العصبي ؛ زيادتها إلى 40 دقيقة يزيد من المخاطر على المدى القصير ويؤدي على المدى البعيد إلى تلف الأعصاب.
ومن المثير للجدل ان هذا العلم يؤكد أن الإنسان ممكن ان يبقي على قيد الحياة حتى في الحالة الغير نشطة للدماغ  شريطة أن الشخصية والذاكرة يعملان جيدا. العلماء يزعمون أنه طالما بنية الدماغ لا تزال سليمة، لا يوجد عائق يمنعه من الوظيفة ويعتبرون المريض المجمد والذي كان أعلن قانونا انه مات ربما يكون لا يزال على قيد الحياة من خلال المعلومات النظرية، و أن الموت الحقيقي ينبغي أن يعرف بأنه  فقدان الدماغ المعلومات الهامة للهوية الشخصية بصورة لا رجعة فيها. تستخدم درجات حرارة أقل من -130° مئوية,  في محاولة للحفاظ على ما يكفي من المعلومات في الدماغ بما يسمح في المستقبل لإحياء هذا الشخص. حتى باستخدام أفضل طرق فان الحفظ بالتبريد للجسم كاملا أو العقل يسبب ضررا لا رجعة فيه مع التكنولوجيا الحالية. 

## الأساس المفاهيمي
يزعم ممارسو العلاج بالتبريد بأنه ما دامت بنية الدماغ سليمة، ونظرًا لفهم القانون الفيزيائي الحالي، فلا يوجد عائق جوهري لاستعادة محتوى المعلومات. إذ يذهب ممارسو هذا العلاج إلى ما هو أبعد من الإجماع العلمي حين يقولون إنه لا ينبغي أن يكون الدماغ نشطًا بشكل متواصل للبقاء على قيد الحياة أو الاحتفاظ بالذاكرة. ويقولون، بشكل مثير للجدل، إن الإنسان يبقى حيًّا حتى داخل الدماغ الخامل الذي قد تعرَّض لتلف شديد، شريطة أن يكون الترميز الأصلي للذاكرة والشخصية، من الناحية النظرية، قابلًا للتعرّف عليه بشكل مناسب ثم إعادة تكوينه مما تبقى من البُنية.
يستخدم ممارسو العلاج بالتبريد درجات حرارة أقل من -130 درجة مئوية، وتسمى الحفظ بالبرودة، في محاولة منهم للحفاظ على معلومات كافية من الدماغ تسمح بإحياء الشخص الذي حُفظ في المستقبل. قد تجري هذه العملية عن طريق التجميد أو التبريد باستخدام مادة مقاومة للتقليل من التلف الناتج عن الثلج أو عن طريق التزجيج. حتى باستخدام أفضل الطرق، يُعتبر حفظ الأجساد أو الأدمغة أمرًا بالغ الضرر ومُتعذر إلغاؤه باستخدام التكنولوجيا الحالية.
يرى مؤيدو هذه الطريقة أن استخدام نوع ما من تقنية النانو (تقنية الجزيئات متناهية الصغر) غير الموجود حاليًا قد يكون قادرًا على المساعدة في إحياء الموتى ومعالجة الأمراض التي أودت بحياتهم. إلى جانب اقتراحهم عملية استنساخ العقل.

## آداب المهنة
في عام 2009، في صحيفة بايوإثيكس، بحث ديفيد شو في الوضع الأخلاقي للعلاج بالتبريد. ومن بين الحجج المعارضة له: تغيير مفهوم الموت وتكاليف الحفظ والإحياء والافتقار إلى التقدم العلمي للسماح بعملية الإحياء وطرح فكرة استخدام القتل الرحيم المُبكر والفشل. أما من بين الحجج المؤيدة فهي تتضمن الفوائد المحتملة التي قد تعود بالإيجاب على المجتمع واحتمالات الخلود والأمور المتعلقة بتجنُّب الموت. يستكشف شو النفقات والعائد المحتمل من كل ذلك، ويُطبق نسخة مُعدَّلة من رهان باسكال على هذا السؤال.
في عام 2016، كتب تشارلز تاندي مؤيدًا لفكرة العلاج بالتبريد، زاعمًا أن احترام رغبات الشخص الأخيرة يُعتبر واجبًا خيّرًا في الثقافات الأميركية وغيرها.

## المؤيدين
وفقًا لصحيفة نيويورك تايمز، فإن مؤيدي العلاج بالتبريد هم في الغالب من الذكور البيض غير المتدينين إذ يفوق عددهم عدد النساء بنحو ثلاثة إلى واحد. أما وفقًا لصحيفة الغارديان، في عام 2008، بينما كان أغلب مؤيدي هذه الطريقة هم من الشباب الذكور «العباقرة»، فقد تحّول الأمر لاحقًا إلى إجماع أكبر من ذلك بكثير.
في عام 2015، أصبحت دو هونغ، كاتبة لأدب الأطفال تبلغ من العمر 61 عامًا، أول مواطنة صينية معروفة تقوم بحفظ رأسها.

## الممارسة
التكاليف يمكن أن تشمل الدفع لاعضاء الطاقم الطبي لان يكونوا علي اتم الاستعداد في حالات الوفاة  والنقل في الثلج الجاف إلى مكان الحفظ والدفع إلى الصندوق الاستئماني لتغطية تخزين الجسم بالنيتروجين السائل لاجل غير مسمي في المستقبل وتكاليف الاحياء مرة اخلاي.  اعتبارا من عام 2011,فان التكاليف في الولايات المتحدة يمكن أن تتراوح من 28000 دولار إلى 200000 دولار، وغالبا ما يتم تموليها عن طريق صندوق التأمين على الحياة. بعض المرضى تختار أن يحفظ فقط  الرأس، وليس الجسم كله . اعتبارا من عام 2016 ، أصبح هناك أربع هيئات موجودة في العالم ؛ ثلاثة في الولايات المتحدة وواحدة في روسيا. اعتبارا من عام 2014 حوالي 250 شخصا تم حفظهم بالتبريد في الولايات المتحدة وحوالي 1500 أو أكثر قد وقعوا لكي يحفظوا.

## المسائلة القانونية
تاريخيا، لم يكن للشخص سيطرة بشأن كيفية معاملة جسمه  بعد الموت حيث أن الدين كان ينص على التخلص من الجسم. ومع ذلك، مع صعود العلمانية المحاكم بدأت ممارسة الولاية القضائية على الجسم باستخدام السلطة التقديرية في تنفيذ رغبات الشخص المتوفى. معظم البلدان تتعامل قانونا مع الافراد المحفوظين كما لو كانوا  متوفين بسبب القوانين التي تمنع  ابقاء هؤلاء الأشخاص علي قيد الحياة. اعتبارا من عام 2015 ، مقاطعة كولومبيا البريطانية حظرت الترتيبات للحفاظ علي الجسم عن طريق التبريد. في روسيا، فان هذه التقنية تقع خارج كل من الصناعة الطبية واعدادات الموت والدفن، مما يجعل من الأسهل في روسيا مما في الولايات المتحدة للحصول على المستشفيات والمشارح لفظ الاموات. في لندن في عام 2016, المحكمة الإنجليزية العليا حكمت لصالح الأم  في طلب الحفظ بالتبريد لابنتها المريضة الميؤوس من شفائها صاحبة الأربعة عشر عاما  على عكس رغبة الأب.

## أخلاقيا
ديفيد شو درس هذه  الحالة اخلاقيا. الجدال في هذه الحالة كان تغيير مفهوم الموت، ونقص التقدم العلمي للسماح بحدوث الاحياء . اما الادعاءات في صالح هذه التقنية تشمل انها تعود بالفائدة على المجتمع، فإن هناك احتمال للخلود والفوائد المرتبطة لتجنب الموت.

## بعض المشاهير
من بينهم هي جيمس بيدفورد،ديك كلير، ستيفن كولز (في عام 2014) ،  توماس ك. دونالدسون, FM-2030, هال فيني(2014), جيري بيبر وجون هنري ويليام وتيد وليامز